# Ивелина
Ивелина е българско женско име, форма на Ивелин. Обикновено се приема, че е производно на Иван. Разпространено е в тази форма и в други славянски езици, например в руския. Имен ден е 7 януари – Ивановден.